# Lisa Zane
Elizabeth Frances 'Lisa' Zane (Chicago, 5 april 1961) is een Amerikaanse actrice en zangeres.

## Biografie
Zane is een dochter ouders die van Griekse afkomst zijn, hun achternaam was oorspronkelijk Zanetakos, en is zus van acteur Billy. Zij spreekt twee talen vloeiend, Engels en Grieks.

## Filmografie

### Films
- 2022 Alex/October - als Betty
- 2021 Later Days - als Madame D'coy
- 2017 Game Day - als moeder van Ricki
- 2013 The Girl from Nagasaki - als jazzzangeres
- 2013 Amo Amas Amanda - als operazangeres
- 2006 Murder in My House – als Roxanne
- 2005 Cruel But Necessary – als gynaecoloog
- 2001 The Secret Pact – als Denise Wokowski
- 2001 Monkeybone – als Medusa
- 2000 Missing Pieces – als Renata
- 2000 Stolen from the Heart – als Karen Ravetch
- 1999 A table for One – als Ariana Harpwood
- 1997 The Nurse – als Laura Harriman
- 1996 Baby Face Nelson – als Helen Womack
- 1995 Her Deadly Rival – als Lynne
- 1995 Toughguy – als Pearl
- 1994 Unveiled – als Stephanie Montgomery
- 1994 XXX's & OOO's – als Louisia
- 1994 Naturel Selection – als Elizabeth Braden
- 1994 Floundering – als Jessica
- 1991 Babe Ruth – als Claire Hodgson Ruth
- 1991 Freddy's Dead: The Final Nightmare – als Maggie Burroughs
- 1991 The Passion of Martin – als Rebecca
- 1991 Femme Fatale – als Cynthia
- 1990 Bad Influence – als Claire
- 1990 Pucker Up and Bark Like a Dog – als Taylor
- 1990 The Age of Insects – als Sara
- 1989 Gross Anatomy – als Luann
- 1989 Heart of Dixie – als M.A.

### Televisieseries
Uitgezonderd eenmalige gastrollen.
- 2006 – 2007 Biker Mice from Mars – als diverse stemmen – 17 afl.
- 2006 Point Pleasant – als Anne Gibson – 2 afl.
- 2002 – 2003 Dinotopia – als Le Sage – 10 afl.
- 1996 – 1997 Profit – als Joanne Meltzer – 8 afl.
- 1997 Roar – als Queen Diana – 12 afl.
- 1995 ER – als Diane Leeds – 10 afl.
- 1992 – 1993 L.A. Law – als Melina Paros – 16 afl.